# Эвенсен, Бернт
Бернт Сверре Эвенсен (норв. Bernt Sverre Evensen); (8 апреля 1905 Христиания (ныне Осло), Норвегия — 24 августа 1979 там же) — норвежский конькобежец и велосипедист, олимпийский чемпион на дистанции 500 метров, двукратный чемпион мира, чемпион Европы, четырёхкратный чемпион Норвегии. Выступал за клуб «Oslo Skøiteklub».

## Спортивная биография
В 1928 году Бернт Эвенсен стал первым норвежским конькобежцем победителем олимпийских игр (поделил первое место с Класом Тунбергом на дистанции 500 метров). На этой же олимпиаде завоевал серебро на 1500 метров и бронзу на 5000 метров. В 1932 году на олимпиаде в Лейк-Плесиде завоевал серебро на 500 м.
На чемпионатах мира побеждал в 1927 и 1934 годах, был вторым в 1931 году и третьим в 1926, 1928 и 1932 годах.
На чемпионатах Европы победил в 1927 и был вторым в 1928 и 1935 годах. Четырежды побеждал на чемпионатах страны.
Бернт Эвенсен 11 раз побеждал на чемпионатах страны по велосипедному спорту. После Второй мировой войны был тренером по конькобежному спорту в клубе «Oslo Skøiteklub».
Его внук Стиг Кристиансен призёр чемпионата мира 1991 года по велосипедному спорту.

## Медали
| Championships      | 1                   | 2                           | 3              |
| Олимпийские игры   | 1928 (500 м)        | 1928 (1,500 м) 1932 (500 м) | 1928 (5,000 м) |
| Чемпионат мира     | 1927 1934           | 1931                        | 1926 1928 1932 |
| Чемпионат Европы   | 1927                | 1928 1935                   | –              |
| Чемпионат Норвегии | 1927 1928 1933 1935 | –                           | 1929           |